# Zosteria fulvipubescens
Zosteria fulvipubescens là một loài ruồi trong họ Asilidae. Zosteria fulvipubescens được Macquart miêu tả năm 1850.